# Pierre Risch (acteur)
Pour les articles homonymes, voir Pierre Risch et Risch (homonymie).
Pierre Risch, né le 2 août 1902 à Quangyen (Quảng Yên) (Tonkin en Indochine française) et mort le 8 septembre 1992 à Couilly-Pont-aux-Dames (Seine-et-Marne),  est un acteur français.

## Filmographie

### Cinéma
- 1937 : Double crime sur la ligne Maginot
- 1954 : Si Versailles m'était conté : Petit rôle (non crédité)
- 1964 : La Peau douce : Chanoine
- 1964 : Vacances pour Ivette
- 1970 : Peau d'Âne
- 1971 : L'Alliance
- 1975 : Section spéciale : Lucien Romier, un ministre d'État
- 1975 : Sérieux comme le plaisir
- 1977 : Madame Claude : Le voisin d'Anne-Marie
- 1980 : Le Roi et l'Oiseau
- 1983 : Éducation anglaise : Le Professeur
- 1985 : Adieu blaireau : Un muet

### Télévision

#### Séries télévisées
- 1959 : En votre âme et conscience :  L'Affaire Danval" de Claude Barma
- 1964 : Les Aventures de Monsieur Pickwick
- 1965 : Bob Morane : Le professeur Tardini
- 1966 : En votre âme et conscience
- 1968 : I racconti del maresciallo : Pietro Rebuffo
- 1969-1978 : Au théâtre ce soir : Monseigneur Pérignolles / Hamish
- 1971 : Madame êtes-vous libre ? : Monsieur Rémy (1971)
- 1972 : Les Boussardel : Emile
- 1973 : Joseph Balsamo : Jussieu
- 1973 : Les Rois Maudits : Un cardinal
- 1973 : Les Nouvelles Aventures de Vidocq, épisode "Les Bijoux du roi" de Marcel Bluwal
- 1974 : Les Faucheurs de marguerites : Clément Ader
- 1975 : Jack : Un paysan
- 1976 : Anne, jour après jour : Le docteur Vignerolles
- 1977 : Au plaisir de Dieu : L'oncle Anatole
- 1978 : Ce diable d'homme : Franklin
- 1978 : Médecins de nuit de Philippe Lefebvre, épisode : Anne
- 1979 : Le Tourbillon des jours : Le notaire Baluze
- 1980 : Fantômas : Le vieillard Panaris
- 1980 : Les Enquêtes du commissaire Maigret : L'abbé Barrault
- 1981 : Histoires extraordinaires
- 1982 : On sort ce soir

#### Téléfilms
- 1961 : La Reine Margot : Un chambellan
- 1962 : Le Joueur : Le premier croupier
- 1964 : Cousine Bette : Maréchal Hulot
- 1965 : L'Apollon de Bellac : M. de Cracheton
- 1966 : Le Chevalier des Touches : M. de Percy
- 1966 : Les affaires sont les affaires : Le juge de paix
- 1968 : La Séparation : Vigué's Son
- 1971 : Si j'étais vous : Le médecin
- 1972 : La Tragédie de Vérone
- 1973 : Au bout du rouleau
- 1974 : L'Ange de la rivière morte : M. Delettré
- 1977 : L'Ancre de miséricorde
- 1979 : La Servante : Le Maître
- 1980 : Il n'y a plus de héros au numéro que vous demandez : Le colonel Lecorgeux
- 1980 : Jean-Sans-Terre : Le vieil homme du banc
- 1980 : L'Enterrement de Monsieur Bouvet : M. Bouvet